# Equipament

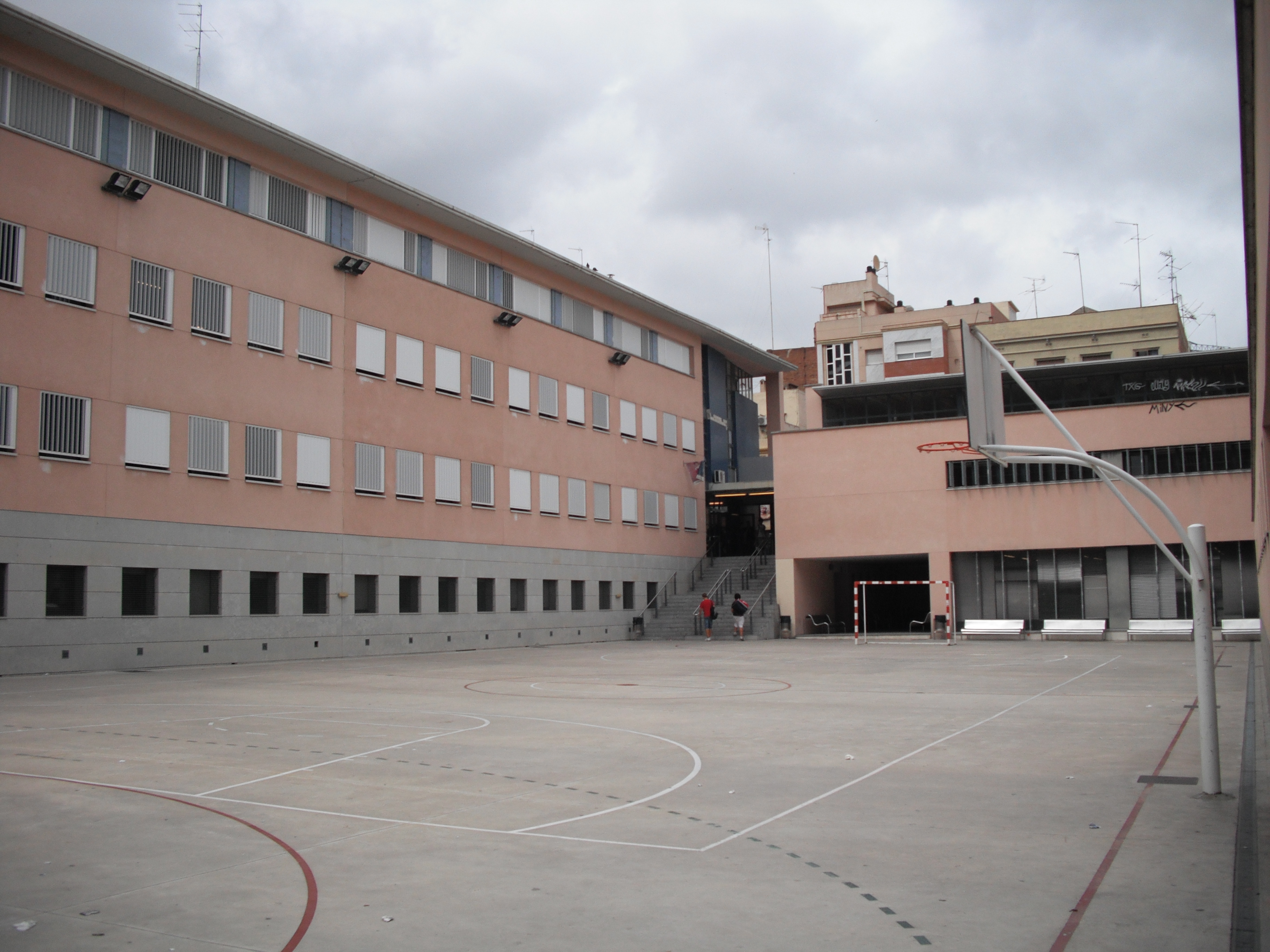
IES Montserrat Roig al barri de Gràcia de Barcelona. Els centres escolars, en tots els nivells de l'ensenyament, formen part del sistema d'equipaments d'un municipi

Un equipament, en urbanisme, és qualsevol àmbit espacial o territorial, com pot ser un terreny, un solar, un edifici o part d'un edifici, que estigui vinculat al conjunt d'activitats humanes d'interès públic, social o comunitari necessàries per al correcte funcionament d'una ciutat, un municipi, un barri o un polígon de nova urbanització. Així mateix, en l'ordenació del territori o la planificació regional, el mateix mot designa qualsevol àmbit o espai vinculat al conjunt de funcions i activitats similars referides al corresponent nivell o escala territorial. En la legislació i el planejament urbanístic, el mot «equipament» s'aplica, sobretot als terrenys que en qualsevol classe de sòl s'han habilitat o es reserven per realitzar les activitats esmentades.
Malgrat compartir la definició anterior, s'exclouen del concepte d'«equipament» els següents àmbits espacials:
- Tots els que pertanyen al sistema de comunicacions, com els ports, els aeroports, el sistema ferroviari, les carreteres, autovies, autopistes i vies urbanes de qualsevol tipus, tots ells amb els corresponents annexos com: aparcaments, àrees de servei, estacions, terminals, etc. i àmbits de protecció.[3]

- Tots els que pertanyen al sistema urbanístic d'espais lliures públics com els parcs forestals, els parcs i jardins urbans, els espais per a l'esbarjo, el lleure i l'esport, i també els parcs arqueològics declarats com a tals.[4]

Els equipaments formen part de l'estructura orgànica del territori, ja que es defineixen com a sistemes generals dependents del corresponent nivell de servei o gestió.
Els equipaments poden ser públics o privats en funció de la seva titularitat. Per als equipaments de nova creació, la titularitat la determina el planejament urbanístic general (PGOU) o, si escau, un pla especial urbanístic format i aprovat a l'efecte. Per als equipaments de titularitat pública són vàlides totes les formes de gestió que preveu la legislació aplicable, inclosa la gestió privada mitjançant concurs públic o concessió administrativa, etc.

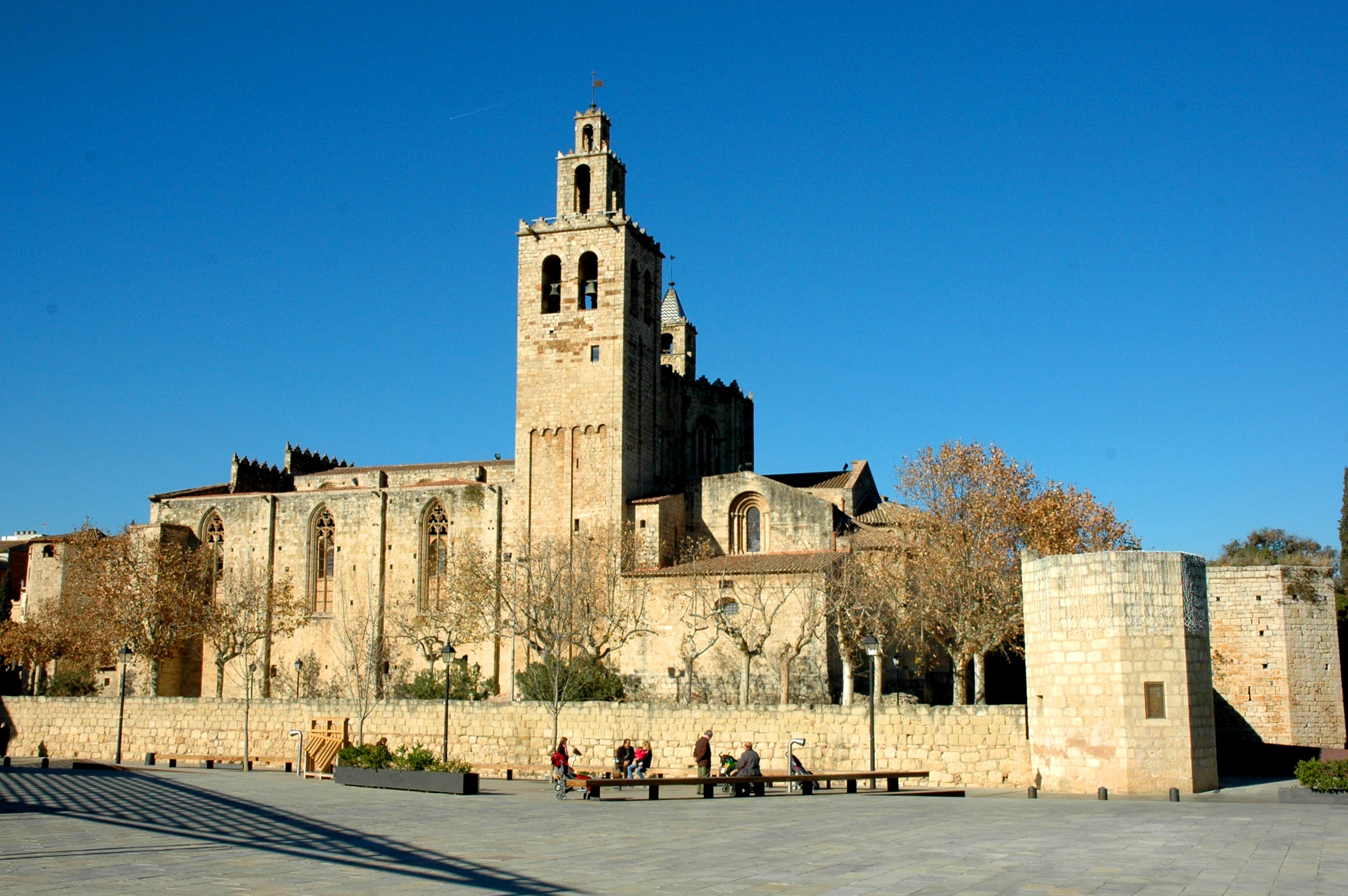
El solar del Reial Monestir de Sant Cugat del Vallès és un exemple d'equipament mixt: religiós pel temple parroquial de sant Pere d'Octavià, cultural pel Museu de Sant Cugat i docent per les escoles municipals d'Art.

## Classificació dels equipaments
D'acord amb la definició, els diferents tipus d'equipaments es refereixen tant als edificis o instal·lacions com als solars que el planejament urbanístic de qualsevol abast territorial reservi per a aquestes finalitats.
Els equipaments es classifiquen atenent als seus usos genèrics referits sempre al servei de la població, la ciutat o el territori. La Llei d'Urbanisme de Catalunya (Decret Legislatiu 1/2010, de 3 d'agost, pel qual s'aprova el Text refós de la Llei d'urbanisme.) estableix els següents tipus:
- Religiós: constituïts pels edificis i àmbits dedicats a la pràctica d'algun culte religiós, amb els corresponents annexos: Les esglésies parroquials del culte catòlic, les sinagogues del culte hebraic, les mesquites de l'islam, etc., així com els solars o terrenys que el planejament reserva per a aquest fi.
- Docent: constituïts pels edificis, instal·lacions o àmbits dedicats a les activitats de l'ensenyament en tots els nivells del cicle formatiu i en totes les seves derivacions i especialitats, com les escoles bressol,[8] de preescolar i primària, els instituts de secundària, les escoles o centres de formació professional, les universitats, les escoles d'adults, les escoles d'educació especial, etc. Formen part dels equipaments docents els espais lliures vinculats com patis de joc i esport, edificis polivalents i altres annexos propis dels àmbits docents, així com els solars o terrenys que el planejament reserva per a aquest fi.
- Esportiu:[9] constituïts pels edificis, instal·lacions o àmbits dedicats a funcions o activitats esportives com les instal·lacions esportives en general, campaments, centres d'esbarjo o d'expansió, balnearis i establiments de banys i d'altres turístics no residencials d'interès públic, social o comunitari, amb els corresponents serveis annexos, així com els solars o terrenys que el planejament reserva per a aquesta finalitat.
- Cultural: constituïts pels edificis, instal·lacions o àmbits dedicats a les activitats culturals en general, excepte els compresos en els equipaments docents o esportius. Comprèn els museus, els teatres, centres o instal·lacions per a congressos, exposicions, sales de reunions d'interès públic, social o comunitari i els corresponents serveis annexos, així com els solars o terrenys que el planejament reserva per a aquesta finalitat.
- Sanitari: constituïts pels edificis, instal·lacions o àmbits del sistema sanitari públic, concertat o privat com: els hospitals, les clíniques, els laboratoris, els centres de recerca sanitària, les clíniques veterinàries, etc., així com els solars o terrenys que el planejament reserva per aquest fi.
- Assistencial: constituïts pels edificis, instal·lacions o àmbits dedicats a les activitats assistencials en general, excepte els compresos en els equipaments sanitaris o esportius. Comprèn els centres geriàtrics no residencials, les cases d'acollida, els albergs, els centres de rehabilitació o d'internament, etc. d'interès públic, social o comunitari amb els corresponents serveis annexos, així com els solars o terrenys que el planejament reserva per a aquest fi.
- De serveis tècnics: constituïts pels edificis, instal·lacions o àmbits dedicats a la prestació de determinats serveis a la comunitat, no classificables en els anteriors apartats. Podem esmenar els següents:
  - Els administratius, és a dir, els edificis i instal·lacions o àmbits propis de l'administració pública en tots els nivells: seus dels ajuntaments, del govern, de la Unió Europea, dels Tribunals de justícia, etc.
  - Els de seguretat, és a dir, els edificis i instal·lacions o àmbits propis de les forces de seguretat, la milícia, les presons, etc.
  - Els corresponents al medi ambient
  - Els corresponents als serveis urbans, és a dir, els edificis i instal·lacions o àmbits vinculats als subministraments dels serveis urbans, excepte els corresponents al medi ambient, com el subministrament d'aigua potable (plantes potabilitzadores o de captació, estacions de bombeig, dipòsit d'aigües de regulació, etc.), els del subministrament d'electricitat (centrals de generació, estacions i subestacions de transformació, etc.), del subministrament de gas natural (dipòsits de regulació, estacions de bombeig, etc.)
  - Els corresponents a les telecomunicacions, és a dir, els edificis i instal·lacions o àmbits vinculats a les telecomunicacions com telefonia (centrals i antenes, entre altres), radio, televisió, etc.
  - Els de subministrament i abastament de mercaderies i de transport.
- Altres com els cementiris.